# 玛增依乌乡
玛增依乌乡，是中华人民共和国四川省凉山彝族自治州昭觉县曾经下辖的一个乡。2019年12月，撤销玛增依乌乡，将其所属行政区域划归西昌市大兴乡管辖。

## 行政区划
玛增依乌乡撤销前下辖以下地区：
阿捏洛村、幺占坡村、觉呷村和石节子村。